# Silver Springs (Nevada)
Silver Springs es un lugar designado por el censo ubicado en el condado de Lyon en el estado estadounidense de Nevada. En el año 2000 tenía una población de 4.708 habitantes y una densidad poblacional de 25,1 personas por km².

## Demografía
Según la Oficina del Censo en 2000 los ingresos medios por hogar en la localidad eran de $34.427, y los ingresos medios por familia eran $42.125. Los hombres tenían unos ingresos medios de $34.712 frente a los $23.750 para las mujeres. La renta per cápita para la localidad era de $16.576. Alrededor del 14,9% de la población estaban por debajo del umbral de pobreza.